# Ruda nad Moravou
Ruda nad Moravou är en ort i Tjeckien.   Den ligger i regionen Olomouc, i den östra delen av landet, 180 km öster om huvudstaden Prag. Ruda nad Moravou ligger 329 meter över havet och antalet invånare är 2 490.
Terrängen runt Ruda nad Moravou är huvudsakligen kuperad, men åt sydväst är den platt. Ruda nad Moravou ligger nere i en dal. Runt Ruda nad Moravou är det tätbefolkat, med 266 invånare per kvadratkilometer. Närmaste större samhälle är Šumperk, 6,8 km öster om Ruda nad Moravou. I omgivningarna runt Ruda nad Moravou växer i huvudsak blandskog.